# خوتوویتسه (ناحیه سویتاوی)
خوتوویتسه (به چکی: Chotovice) یک منطقهٔ مسکونی در جمهوری چک است که در ناحیه سویتاوی واقع شده‌است. خوتوویتسه ۳٫۱۹ کیلومتر مربع مساحت و ۱۲۹ نفر جمعیت دارد و ۴۴۹ متر بالاتر از سطح دریا واقع شده‌است.